# Striga linearifolia
Striga linearifolia là loài thực vật có hoa thuộc họ Cỏ chổi. Loài này được (Schumach. & Thonn.) Hepper miêu tả khoa học đầu tiên năm 1960.